# Ячмень обыкновенный
Ячме́нь обыкнове́нный (лат. Hordéum vulgáre) — травянистое растение, вид рода Ячмень (Hordeum) семейства Злаки (Poaceae).
Важная сельскохозяйственная культура, одно из древнейших культурных растений в истории человечества (растение начали возделывать около 10 тысяч лет назад).
Зерно ячменя широко используют для продовольственных, технических и кормовых целей, в том числе в пивоваренной промышленности, при производстве перловой и ячневой круп. Ячмень относится к ценнейшим концентрированным кормам для животных, так как содержит полноценный белок, богат крахмалом. В России на кормовые цели используют до 70 % ячменя.

## Ботаническое описание

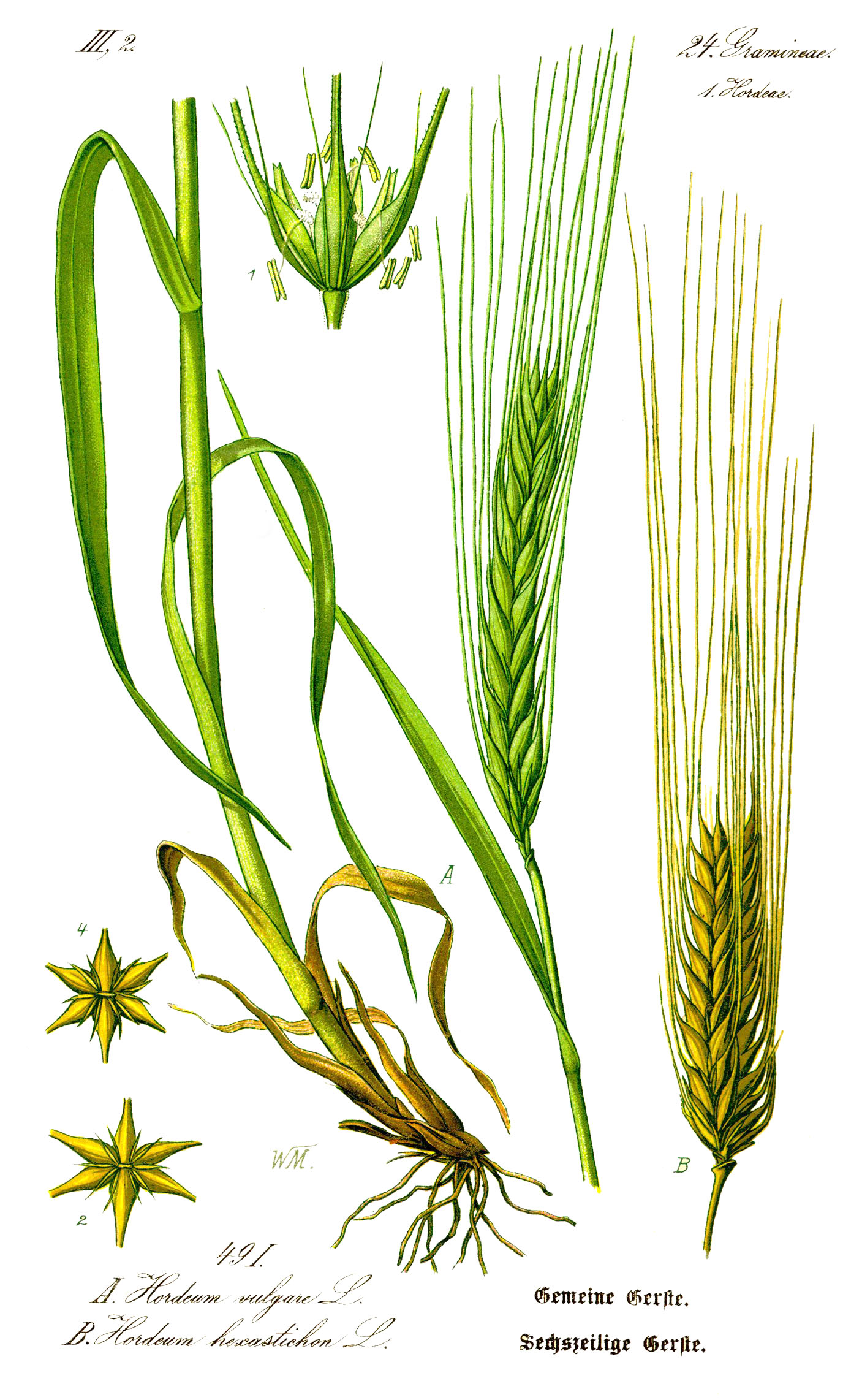

Однолетнее растение высотой 30—60 см, у культурных сортов — до 90 см. Стебли прямые, голые. Корневая система мочковатая.
Листья до 30 см длиной и 2—3 см шириной, плоские, гладкие, с ушками при основании пластинки.
Образует колос с остью длиной около 10 см; каждый колосок — одноцветковый. Колосья четырёх- или шестигранные, до 1,5 см шириной, с гибкой осью, не распадающейся на членики. Колоски собраны группами по три; все колоски плодущие, сидячие. Колосковые чешуи линейно-шиловидные, оттянутые в тонкую ость, обычно превышающую их по длине. Нижняя цветковая чешуя яйцевидно-ланцетная. Ячмень обыкновенный — самоопыляющееся растение, но не исключено перекрёстное опыление. Цветёт в июне — июле.
Плод — зерновка. Плодоношение в июле — августе.

## Распространение и экология
Дикий ячмень обыкновенный произрастает от Северной Африки до Тибета.
Культурный ячмень зачастую дичает близ мест посевов, нередко встречается как случайно выросшее растение у дорог, на насыпях.

## История
Ячмень принадлежит к древнейшим культурным растениям. Как и пшеница, он был окультурен в эпоху неолитической революции на Ближнем Востоке более 10 тысяч лет назад. Дикий ячмень распространён на широком пространстве от острова Крит и Северной Африки на западе до Тибетских гор на востоке.
В Палестине ячмень начали употреблять в пищу не позднее чем 17 тысяч лет назад. Древние евреи сеяли его в конце осени, жатва ячменя начиналась ранее жатвы пшеницы, во второй день опресночный, то есть в 16-й день месяца нисана. Соседние с евреями народы также занимались обработкой ячменя в значительном количестве. Царь сынов Аммоновых в продолжение трёх лет платил дань Иоафаму, царю Иудейскому, и ежегодно присылал в Иудею по десяти тысяч коров ячменя, то есть более восьми тысяч с половиною четвертей. Мука из ячменя составляла одну из жертвенных принадлежностей. Ячменный хлеб был жёстким и тяжёлым и считался менее питательным, чем пшеничный, но более здоровым, и составлял обыкновенную пищу для простого народа. При царе Соломоне множество ячменя отправляли за границу. Работавшим на постройке храма в Ливане дровосекам царь Соломон посылал в пищу: «…пшеницы двадцать тысяч коров, и ячменю двадцать тысяч коров…». Ячмень употреблялся и на корм лошадям и мулам. Во время нужды ячмень продавался по очень высокой цене.
Древнейшие образцы культурного ячменя найдены в Сирии и относятся к одной из древнейших неолитических культур докерамического периода. Он обнаружен также в древнеегипетских гробницах и в остатках озёрных свайных построек (то есть, в каменном и бронзовом периодах). В Европу ячмень распространился из Малой Азии в IV—III тысячелетиях до н. э. По многим историческим памятникам можно судить о широком распространении ячменя в отдалённое время. В частности, на Корейском полуострове он появился не позднее 1500—850 лет до н. э. Не исключено, что ячмень был введён в культуру в разных местностях независимо. В Центральной Европе культура ячменя уже в Средние века сделалась всеобщей. В странах Америки ячмень является сравнительно новой культурой, которую завезли переселенцы из Европы в XVI—XVIII веках. В Россию ячмень мог проникнуть из Евразии через Сибирь или Кавказ и издавна имел большое значение как пищевой продукт для тех местностей, где культивирование других хлебов было невозможно или затруднено.

## Мировое производство
| Россия         | 17,900  | 13 952  | 20 444  | 20 599  | 16.991  | 20.939  |
| Испания        | 7,400   | 5 977   | 6 934   | 5 786   | 9.129   | 11.465  |
| Германия       | 12,300  | 10 422  | 11 563  | 10 853  | 9.583   | 10.769  |
| Канада         | 9,500   | 8 012   | 7 119   | 7 891   | 8.379   | 10.741  |
| Франция        | 12,900  | 11 347  | 11 771  | 10 545  | 11.193  | 10.274  |
| Австралия      | 7,900   | 8 221   | 9 174   | 13 506  | 9.253   | 10.127  |
| Турция         | 7,300   | 7 100   | 6 300   | 7 100   | 7.000   | 8.300   |
| Великобритания | 6,800   | 5 522   | 6 911   | 7 169   | 6.510   | 8.117   |
| Украина        | 11,800  | 6 936   | 9 046   | 8 285   | 7.349   | 7.636   |
| Аргентина      |         | 5 158   | 2 901   | 3 741   | 5.061   | 4.483   |
| Казахстан      |         |         | 2 412   |         | 3.971   |         |
| Дания          |         |         | 3 548   | 3 992   | 3.485   |         |
| США            | 5,000   |         | 3 849   |         | 3.332   |         |
| Польша         |         |         | 3 275   |         | 3.048   |         |
| Марокко        |         |         |         |         | 2.851   |         |
| Иран           |         |         | 3 212   |         | 2.851   |         |
| Итого          | 151,800 | 133.507 | 144.334 | 149.302 | 141.423 | 157.031 |
|                |         |         |         |         |         |         |

## Ячмень обыкновенный в культуре
Вегетационный период, в зависимости от сорта, составляет 60—110 дней. В возделывании ячмень менее прихотлив, чем другие злаки. Семена могут прорастать при температуре от +1 до +3 °C, а вызревать при +18 °C. Скороспелые сорта выращиваются далеко на севере и высоко в горах (до 4500 м).
Озимый ячмень — более молодая культура, чем яровой (приблизительно на 2000 лет). Во многих странах отмечается переход к выращиванию озимого ячменя. Практически полностью на осенний сев перешли Румыния и Болгария, больше половины площадей в Германии и Франции, много озимого ячменя сеют в Венгрии и Польше. В целом в мировом растениеводстве на озимый ячмень приходится около 10 %.
В России ячмень издавна имел большое значение как пищевой продукт для тех местностей, где невозможна культура других хлебов. В начале XX века среди всех культивируемых в Российской империи растений ячмень по площади занимал четвёртое место (немного более 4,5 млн десятин, или 7,1 % всей посевной площади), уступая по занимаемому пространству ржи в пять, овсу в три, а пшенице более чем в два раза. В яровом клину он занимал второе (первое — овёс) место, превосходя по площади посева гречиху, просо, кукурузу и другие культурные растения, причём вообще высевался в бо́льших количествах на крестьянских, чем на помещичьих землях. Посевы ячменя, однако, были далеко не равномерны по отдельным местностям России. Наибольшую (10—20 %) площадь по отношению к остальным хлебам он занимал на севере (более 54 % всей засеянной земли), где он вытеснял другие растения и являлся в полном смысле хлебом для населения (он и назывался там, подобно ржи на юге, житом). На северо-западе и особенно на западе получались лучшие пивоваренные сорта. На юге он культивировался на корм для скота и на экспорт. В центральных и восточных губерниях Российской империи ячмень возделывался редко, в частности, менее всего был распространён в губерниях Пензенской и Рязанской (менее 0,1 % площади).

## Химический состав зерна
Зрелые зёрна содержат до 15,8 % белков, 76 % углеводов, 3—5 % жиров, 9,6 % клетчатки, ферменты, витамины группы B, D, E, A.

## Хозяйственное значение и применение
Ячмень обыкновенный — одно из важнейших культурных растений. Благодаря короткому вегетационному периоду, из всех хлебных злаков наиболее далеко идёт на север (в Архангельской губернии Российской империи являлся господствовавшим «хлебом»).
Зерно ячменя используют для приготовления муки, крупяных изделий (перловая и ячневая крупы), на корм скоту. Ячмень используется при производстве пива и кваса, при изготовлении суррогатов кофе. Ячмень используется также для производства различных сортов виски, в медицинских и косметических целях.

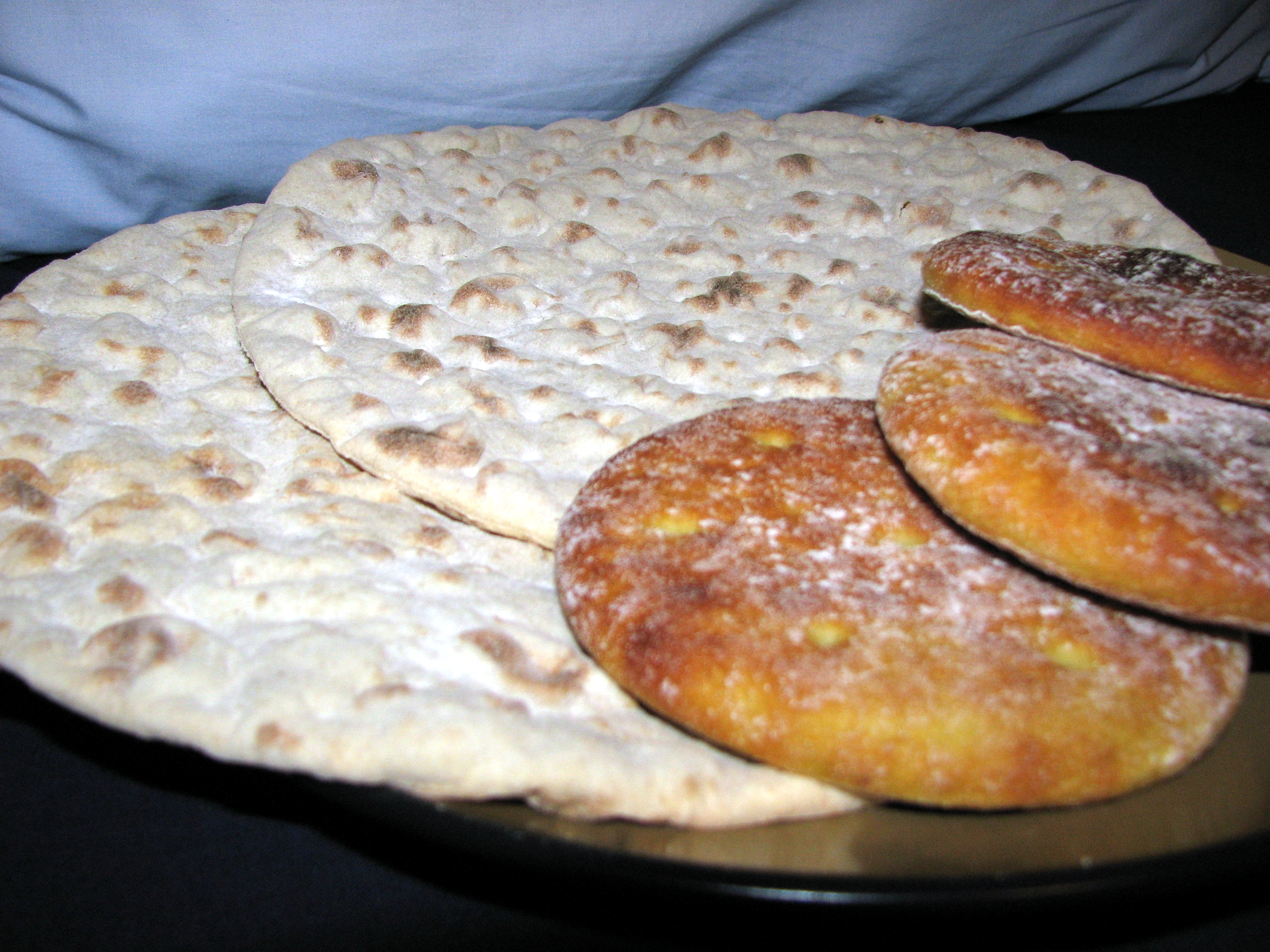
Финские ячменные лепёшки риеска с добавлением ржаной муки и картофеля

Прямо в пищу человеком ячмень не употребляется, а превращается большей частью в крупу, лучший сорт которой носит название перловой. В муку для целей хлебопечения ячмень размалывается редко, так как не даёт пористого теста, которое могло бы быть вполне пропечено. В некоторых местностях Финляндии делают бездрожжевые лепёшки (фин. rieska — балтское заимствование, ср. лит. prėskas, рус. пресный) из ячменной муки, которые выпекаются на берёсте. Обыкновенно же при хлебопечении, если в дело употребляется ячменная мука, к ней примешивают ржаную или пшеничную.
| M34 |

| M34 |

| i | t | U9 · M33 |

| i | t | U9 · M33 |

| U9 |

| U9 |

Ячменное пиво было, возможно, древнейшим напитком человека эпохи неолита. Позже его использовали вместо валюты для расчётов с работниками. Как материал для пивоварения ячмень очень ценится и почти незаменим.
В Древнем Египте из ячменя готовили не только пиво, но и хлеб. Египтяне называли ячмень jt (произношение, вероятно, йит) или šma (шема). В последнем варианте ячмень был также символом Верхнего Египта. Шумеры называли ячмень акити. В книге Второзаконие ячмень перечислен среди семи плодов земли обетованной, а Книга Чисел описывает жертвоприношения израильтян, приносимые ячменём.
В Древней Греции ячмень использовали в священных обрядах Элевсинских мистерий. Богиня Деметра имела также имя или титул матери ячменя. Плиний Старший описал рецепт ячменной каши в своей «Естественной истории». В Тибете мука из ячменя, цампа, вошла в употребление не позднее V в. до н. э.. В Древнем Риме гладиаторов называли гордеариями (лат. hordearii) — «питающиеся ячменём», или «пожиратели ячменя», или «ячменные мужчины», потому что ячмень, способствовавший быстрому набору мышечной массы, являлся одной из основных частей их ежедневной еды. В средневековой Европе хлеб из ржи и ячменя был пищей крестьян, в то время как пшеничный хлеб потреблялся только высшими классами. Лишь к XIX веку картофель постепенно заменил ячмень.
В качестве корма для скота ячмень применяется главным образом в южных местностях и в этом отношении имеет большое хозяйственное значение. В Средней Азии, Поволжье, в Восточном Закавказье, Аравии и многих других местах кормовой ячмень как корм для лошадей везде заменяет собою овёс, который там в знойное лето выгорает, и на этом корме создались арабская и близкая к ней карабахская лошадь и живут выносливые азиатские степные лошади. Солома и мякина ячменя также служат кормовым средством, причём мякина по преимуществу в распаренном или обваренном виде, чтобы предупредить различные заболевания животных (главным образом, колики) от шероховатых ячменных остей; советуют даже вовсе не употреблять её в корм, а оставлять перепревать в компостных кучах.
В современной России ячмень высевается повсюду в районах земледелия.
В традиционных кухнях народов Восточной Европы было распространено толокно — мука из предварительно замоченного, обжаренного и толчёного ячменя. В Сибири его называли «толкан» и употребляли вместе с чаем. Для этого на дно чашки насыпали слой толкана, придавливали пальцем ко дну и солили, потом наливали чай; иногда прибавляли ещё кусочек коровьего масла. Раз положенный толкан шёл на несколько чашек чаю, а потом съедался.
С лечебной целью ячмень обыкновенный издавна употребляли в народной медицине. Солодовый экстракт применяют при бронхитах и для подкармливания детей младшего возраста. Его пьют при нарушениях обмена веществ, выражающихся в появлении кожных сыпей, фурункулов и т. п.

## Систематика

### Таксономическое положение
Таксономическая схема (согласно Системе APG II):
|  |                                      |  |                                   |                                          |                                 |  | ещё 17 семейств, в том числе Осоковые, Рогозовые | ещё 17 семейств, в том числе Осоковые, Рогозовые      |                                                       |  |  |  | ещё около 15 триб, в том числе Ковылёвые, Овсовые, Мятликовые | ещё около 15 триб, в том числе Ковылёвые, Овсовые, Мятликовые |  |  |  |  | Ячмень двурядный, Ячмень гривастый, Ячмень мышиный и другие виды | Ячмень двурядный, Ячмень гривастый, Ячмень мышиный и другие виды |
|  |                                      |  |                                   |                                          |                                 |  | ещё 17 семейств, в том числе Осоковые, Рогозовые | ещё 17 семейств, в том числе Осоковые, Рогозовые      |                                                       |  |  |  | ещё около 15 триб, в том числе Ковылёвые, Овсовые, Мятликовые | ещё около 15 триб, в том числе Ковылёвые, Овсовые, Мятликовые |  |  |  |  | Ячмень двурядный, Ячмень гривастый, Ячмень мышиный и другие виды | Ячмень двурядный, Ячмень гривастый, Ячмень мышиный и другие виды |
|  |                                      |  |                                   | порядок Злакоцветные, или Мятликоцветные |                                 |  |                                                  |                                                       | подсемейство Мятликовые                               |  |  |  |                                                               | род Ячмень                                                    |  |  |  |  |                                                                  |                                                                  |
|  |                                      |  |                                   | порядок Злакоцветные, или Мятликоцветные |                                 |  |                                                  |                                                       | подсемейство Мятликовые                               |  |  |  |                                                               | род Ячмень                                                    |  |  |  |  |                                                                  |                                                                  |
|  | отдел Цветковые, или Покрытосеменные |  |                                   |                                          | семейство Злаки, или Мятликовые |  |                                                  |                                                       | триба Пшеницевые                                      |  |  |  | dbl Ячмень обыкновенный                                       |                                                               |  |  |  |  |                                                                  |                                                                  |
|  | отдел Цветковые, или Покрытосеменные |  |                                   |                                          |                                 |  |                                                  |                                                       |                                                       |  |  |  |                                                               |                                                               |  |  |  |  |                                                                  |                                                                  |
|  |                                      |  | ещё 44 порядка цветковых растений | ещё 44 порядка цветковых растений        |                                 |  |                                                  | ещё пять подсемейств, в том числе Бамбуковые, Рисовые | ещё пять подсемейств, в том числе Бамбуковые, Рисовые |  |  |  | ещё 26 родов, в том числе Рожь, Житняк, Пырей, Пшеница        | ещё 26 родов, в том числе Рожь, Житняк, Пырей, Пшеница        |  |  |  |  |                                                                  |                                                                  |
|  |                                      |  |                                   | ещё 44 порядка цветковых растений        |                                 |  |                                                  |                                                       | ещё пять подсемейств, в том числе Бамбуковые, Рисовые |  |  |  |                                                               | ещё 26 родов, в том числе Рожь, Житняк, Пырей, Пшеница        |  |  |  |  |                                                                  |                                                                  |

### Внутривидовые таксоны
Выделяют следующие подвиды:
- Hordeum vulgare subsp. spontaneum — Ячмень дикий
  - [syn.  Hordeum ithaburense Boiss.]
  - [syn.  Hordeum spontaneum K.Koch]basionym
- Hordeum vulgare subsp. vulgare — Ячмень двурядный
  - [syn.  Hordeum distichon L. = Hordeum vulgare subsp. distichon]
  - [syn.  Hordeum hexastichon L. = Hordeum vulgare subsp. hexastichon] — Ячмень шестирядный

Две широко распространённые культурные разновидности ячменя обыкновенного — двурядный ячмень, родом из Передней Азии и шестирядный ячмень, происходящий из Восточной Азии. У обеих разновидностей колоски сидят по три с двух сторон колосового стержня, образуя шесть продольных рядов вдоль колоса. Однако у двурядного ячменя, как и у дикого ячменя, лишь два из шести сидящих рядом колосков плодущие, из них развиваются зерновки, четыре других — бесплодны и редуцированы до колосковых чешуй, поэтому на колосе созревает два ряда зерновок, и заметны четыре ряда чешуек — по два ряда с двух сторон колоса. У шестирядного ячменя все шесть сидящих рядом колосков плодущие, и спелый колос имеет шесть рядов зерновок.

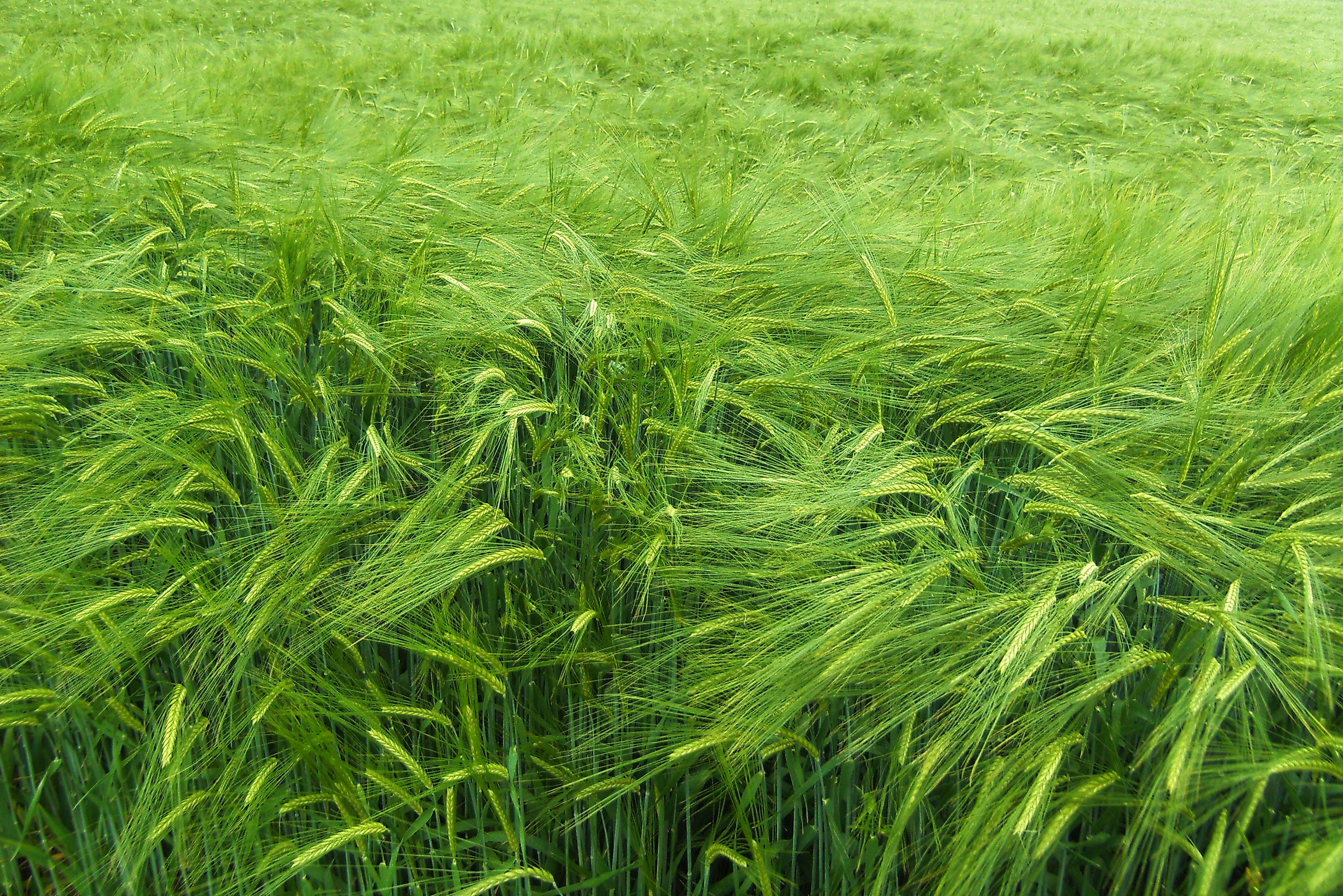
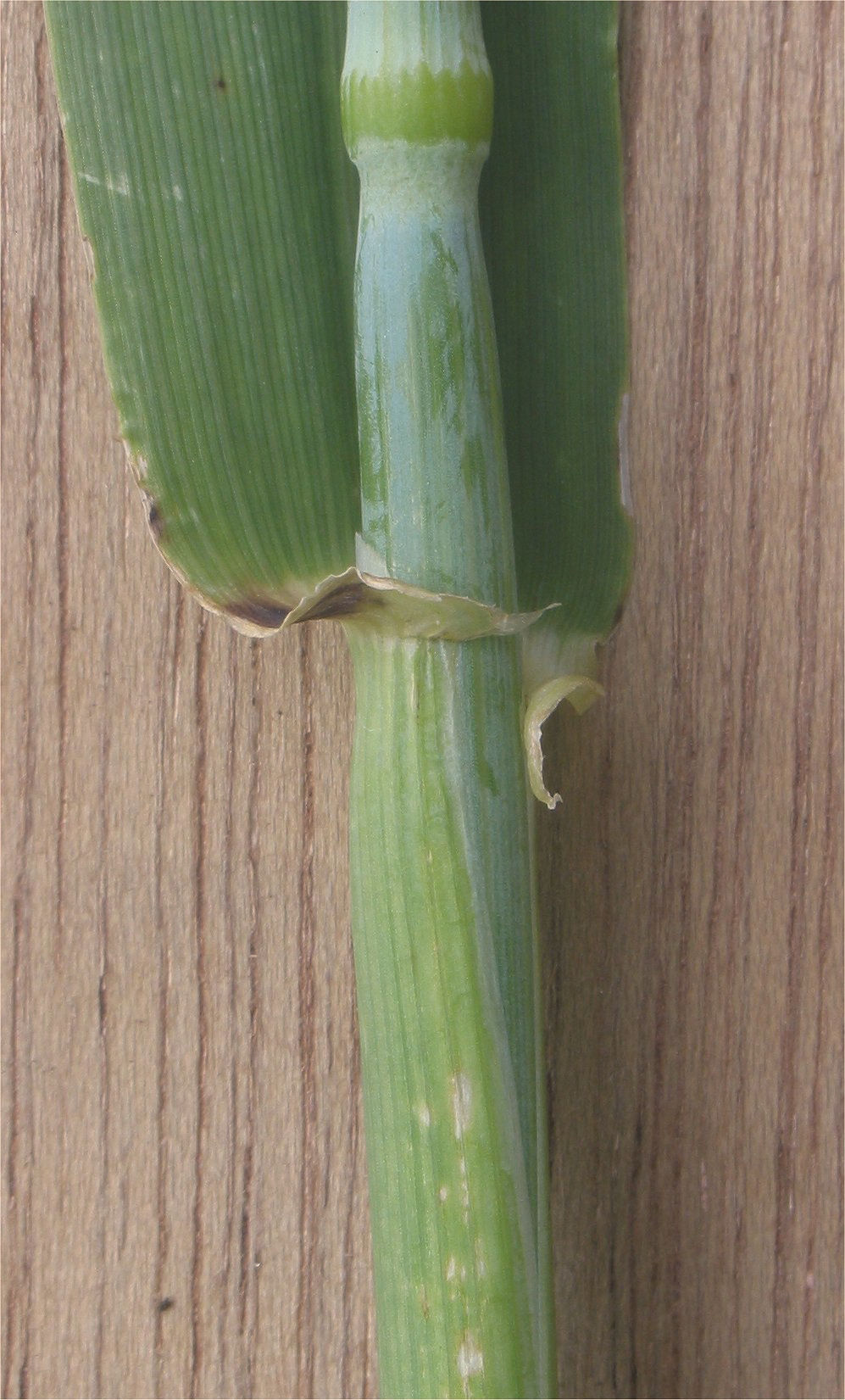
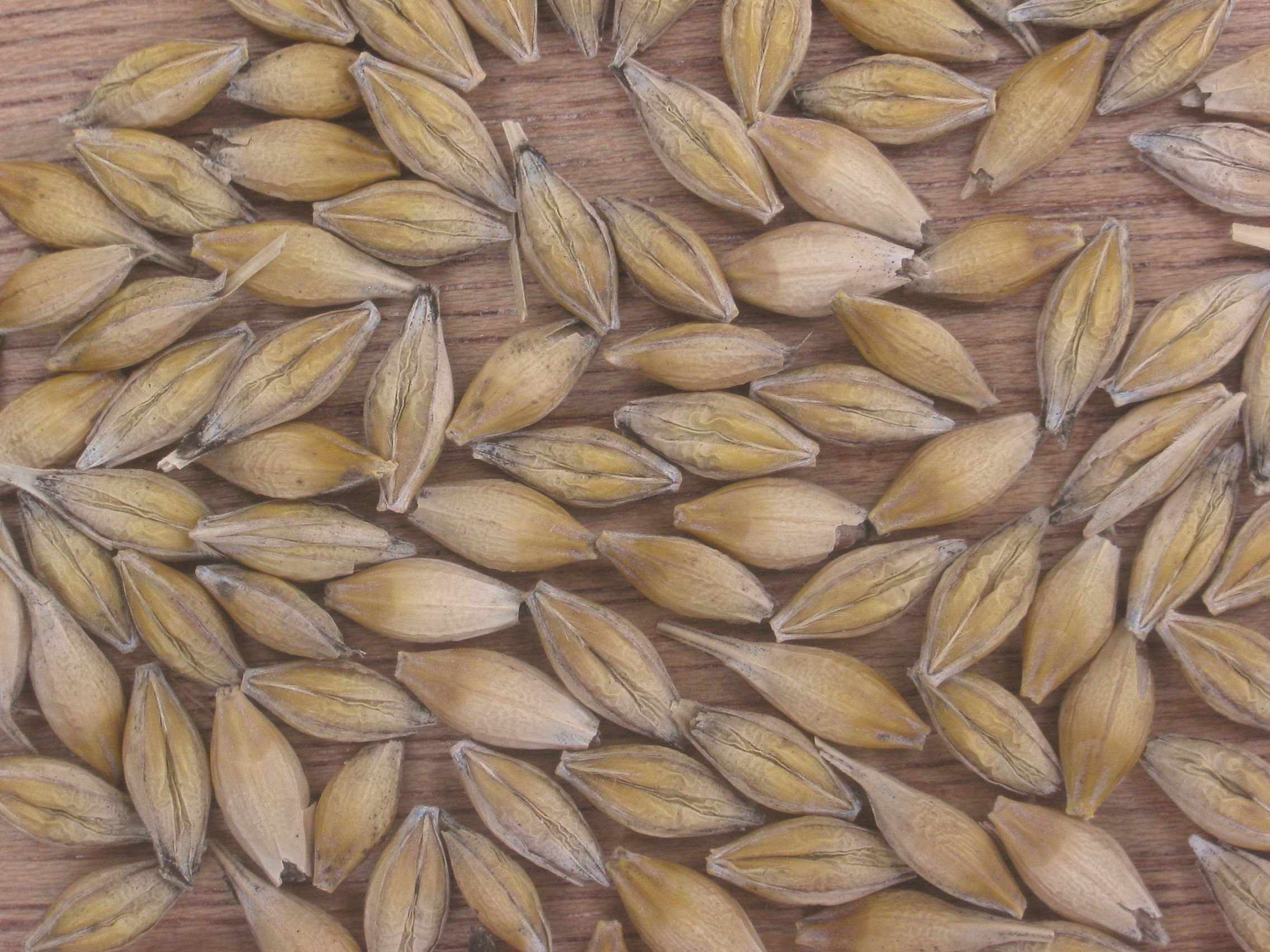
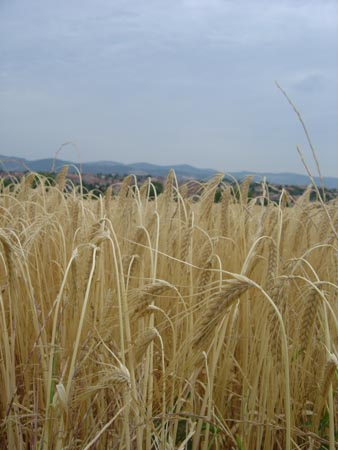
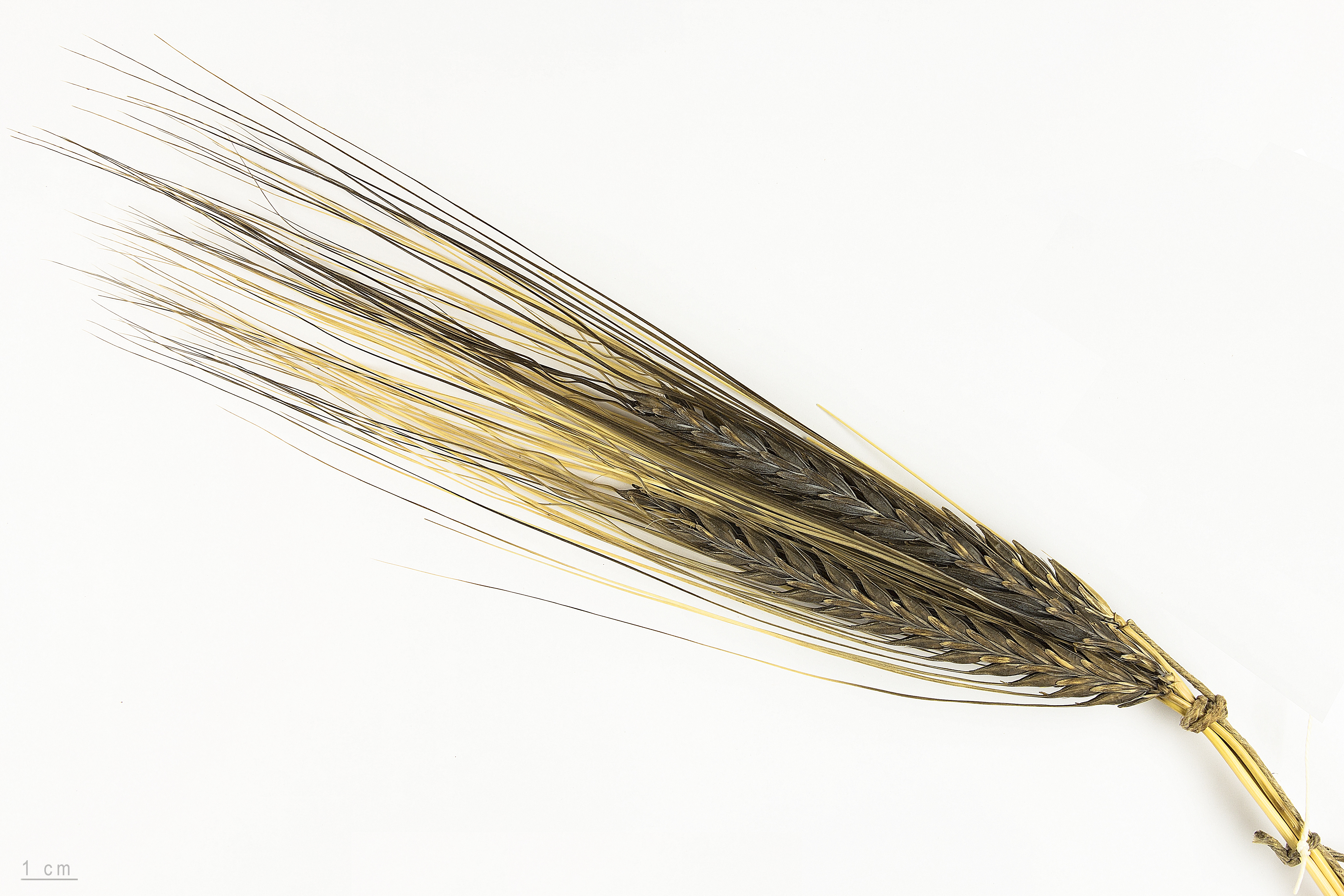

## Культурное значение
Согласно Сунне, пророк Мухаммед считал, что ат-тальбин или тальбина — похлёбка из ячменной муки с молоком или мёдом — «успокаивает сердце больного и уносит с собой часть (его) печали». Авиценна в своей работе XI века «Канон врачебной науки» писал о целебном действии ячменной воды, супа и бульона при лихорадке. В Азии и в настоящее время популярен чай из жареного ячменя.
В английском фольклоре Джон Ячменное Зерно из одноимённой народной песни является олицетворением ячменя, а также изготавливаемых из него пива и виски. В песне Джон представлен страдающим от унижений, нападений и, в конце концов, смерти, что соответствует различным этапам возделывания ячменя. Образ Джона Ячменное Зерно может быть связан с древними богами германо-скандинавской мифологии Мимиром или Квасиром.